# Mezőkovácsháza
Mezőkovácsháza es una ciudad húngara, capital del distrito homónimo en el condado de Békés, con una población en 2012 de 6049 habitantes.
Tiene su origen en un asentamiento ávaro del siglo VII, que fue destruido durante la conquista húngara y la invasión mongola. En 1463, la localidad fue repoblada por Matías Corvino, pero a partir de 1552 comenzó a despoblarse por los ataques turcos. El actual pueblo fue fundado en 1814 como una colonia agrícola dedicada al cultivo de tabaco, establecida sobre una finca de la familia Bittó con colonos magiares y eslovacos. Se desarrolló como poblado ferroviario a partir de 1883. Adquirió el estatus de ciudad en 1986.
Se ubica unos 25 km al suroeste de la capital condal Békéscsaba, cerca de la frontera con Rumania.